# Otis
Otis er verdens største producent af lodrette transportsystemer, hovedsageligt elevatorer og rulletrapper. Otis er ejet af United Technologies Corporation.
| Firma | Spire Denne artikel om et firma eller en virksomhed i USA er en spire som bør udbygges. Du er velkommen til at hjælpe Wikipedia ved at udvide den. |